# Amphipoea castanea-flavo
Amphipoea castanea-flavo är en fjärilsart som beskrevs av Heydemann 1931. Amphipoea castanea-flavo ingår i släktet Amphipoea och familjen nattflyn. Inga underarter finns listade i Catalogue of Life.